# Campionato sudamericano di calcio a 5 femminile Under-20
Il Campionato sudamericano femminile Under-20 (noto anche come Sudamericano de Futsal Femenino Sub-20) è un torneo di calcio a 5 organizzato dalla CONMEBOL e riservato alle selezioni nazionali sudamericane composte da giocatrici di età inferiore o uguale a 20 anni.

## Edizioni
| Anno | Ospitante | Finale    | Finale    | Finale        | Finale 3º posto | Finale 3º posto | Finale 3º posto |
| Anno | Ospitante | Vincitore | Risultato | Secondo posto | Terzo posto     | Risultato       | Quarto posto    |
| ---- | --------- | --------- | --------- | ------------- | --------------- | --------------- | --------------- |
| 2016 | Paraguay  | Brasile   | 4 - 2     | Colombia      | Paraguay        | 6 - 2           | Uruguay         |
| 2018 | Cile      | Brasile   | 8 - 1     | Paraguay      | Uruguay         | 2 - 1           | Colombia        |
| 2022 | Brasile   | Brasile   | 3 - 0     | Colombia      | Argentina       | 6 - 0           | Ecuador         |

## Vittorie
| Titoli | Squadra | Anni             |
| ------ | ------- | ---------------- |
| 3      | Brasile | 2016, 2018, 2022 |